# Porsche 924 Martini
De Porsche 924 Martini is een auto geproduceerd door Porsche. Toen Porsche in 1976 Grand Prix-kampioen werd bij de merken, begon het project M426 oftewel een straatversie van de 924 waarmee Porsche wereldkampioen was geworden. De kleur werd Grand-Prix white met rode Martini-strepen en blauwe Rossi-strepen. Er werden slechts 3000 stuks gemaakt: 2000 voor de VS en 1000 voor Europa.

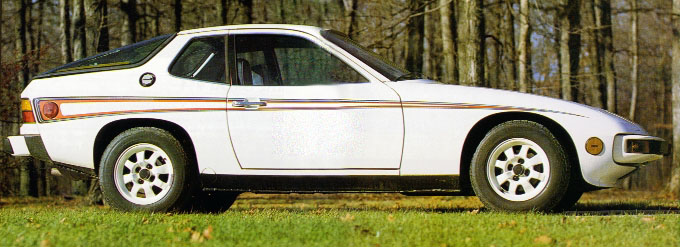
Porsche 924 Martini

## Uiterlijk en chassis
- bouwjaar: modeljaar 1977
- witgespoten 6J x 14 acht spaaks wielen (licht metaal)
- 185/70HR14 banden
- stabilisatorstangen voor en achter
- met leer bekleed stuurwiel
- verder de normale opties van de 924 van 1977

## Interieur
- vloerbedekking in 835 - Firethorn (feloranje/rood)
- stoelen half stof, half imitatieleer in feloranje/rood ribstof zitgedeelte lendesteun en hoofdsteun zwart en blauwe biezen rondom
- rood/wit/blauwe Martini strepen op de hoofdsteunen
- speciale plaquette op de middenconsole verwijzend naar de vier kampioensjaren 1969, 1970, 1971, en 1976

## Andere 924's
- Porsche 924
- Porsche 924 Sebring
- Porsche 924 Le Mans
- Porsche 924 Weissach
- Porsche 924 50 Jahre edition
- Porsche 924 Turbo
- Porsche 924 Carrera GT
- Porsche 924 Carrera GTS
- Porsche 924 Carrera GTR
- Porsche 924 Turbo Italy
- Porsche 924S
- Porsche 924S Le Mans